# Angelo Rizzo (consulente tecnico)
Angelo Rizzo Salerno, 1976 è un ingegnere chimico, consulente tecnico e divulgatore online italiano

## Biografia e Carriera
Laureato in ingegneria chimica, dopo un percorso lavorativo in Europa, ha lavorato in Italia nella consulente tecnico in alcune fabbriche riguardo qualità, ricerca e sviluppo. Da qualche anno ha sviluppato con lo pseudonimo di “ticonsiglia” un progetto online di divulgazione a proposito di diversi argomenti, anche diversi dal suo campo di competenza ma sui quali è sempre preparato in quanto si interessa di storia, economia, sociologia, geografia e altro. Caratteristica peculiare dei suoi video pubblicati soprattutto sulla piattaforma Instagram